# Armeeabteilung von Zangen
Die Armeeabteilung von Zangen, auch Armeeabteilung Zangen, war eine kurzzeitig existierende deutsche Kommandobehörde der Wehrmacht kurz vor Ende des Zweiten Weltkriegs.

## Geschichte
Um den 17. März 1944 wurde bei der Heeresgruppe C, nachdem die 14. Armee bei Nettuno zum Einsatz gekommen war, in Oberitalien aus dem Generalkommando LXXXVII. Armeekorps die Armeeabteilung von Zangen eingerichtet. Die Armeeabteilung erhielt den Namen nach dem Befehlshaber der Armeeabteilung, Gustav-Adolf von Zangen.
Am 31. Juli 1944 wurde die Armeeabteilung von Zangen zur deutsch-italienischen Armee Ligurien erweitert. Das Generalkommando LXXXVII. Armeekorps wurde in das deutsch-italienische Korps Lombardia überführt.
Befehlshaber war bis Anfang Juli 1944 der General der Infanterie Gustav-Adolf von Zangen. Anschließend übernahm bis zur Auflösung Generalleutnant Curt Jahn das Kommando.

## Gliederung
April 1944
- Befehlshaber Adriatisches Küstenland mit Teilen der 278. Infanterie-Division
- LXXV. Armeekorps mit
  - 162. Infanterie-Division
  - Festungs-Brigade Almers
  - 356. Infanterie-Division
- z. Vfg.: 188. Reserve-Gebirgs-Division

Mai 1944
- Befehlshaber Adriatisches Küstenland mit Teilen der 278. Infanterie-Division
- LXXV. Armeekorps mit
  - 162. Infanterie-Division
  - Festungs-Brigade 135
  - 356. Infanterie-Division
- z. Vfg.: 188. Reserve-Gebirgs-Division

Juni 1944
- LXXV. Armeekorps mit
  - 42. Jäger-Division
  - Festungs-Brigade 135
  - 16. SS-Panzergrenadier-Division

Juli 1944
- LXXV. Armeekorps mit
  - 42. Jäger-Division
  - Festungs-Brigade 135
  - 16. SS-Panzergrenadier-Division
- z. Vfg.: 34. Infanterie-Division